# Премія «Золотий глобус» за найкращу жіночу роль у телесеріалі — драма
Премія «Золотий глобус» за найкращу жіночу роль у телесеріалі — драма вручається щорічно з 1962 року. Відпочатку ця престижна нагорода Голлівудської асоціації іноземної преси мала назву «Найкраща телевізійна зірка — жінка», але з 1969 року було запроваджене розмежування за жанрами драми та комедії, і нагорода змінила назву: «Найкраща телевізійна акторка — драма» та «Найкраща телевізійна акторка — мюзикл або комедія». З 1980 року і дотепер вживається сучасна назва.
Нижче наведено повний список переможниць і номінанток.
Імена переможниць виділені окремим кольором.

## 2000—2009
| Рік  | Премія | Світлини переможниць                                                        | Переможниці та номінантки                                    |
| ---- | ------ | --------------------------------------------------------------------------- | ------------------------------------------------------------ |
| 2000 | 57-ма  |                                                                             | • Іді Фалко — «Клан Сопрано» за роль Кармели Сопрано         |
| 2000 | 57-ма  | • Лоррейн Бракко — «Клан Сопрано» за роль Дженніфер Мелфі                   |                                                              |
| 2000 | 57-ма  | • Емі Бреннеман — «Справедлива Емі» за роль Емі Грей                        |                                                              |
| 2000 | 57-ма  | • Джуліанна Маргуліс — «Швидка допомога» за роль Керол Гетевей              |                                                              |
| 2000 | 57-ма  | • Сіла Ворд — «Знову і знову» за роль Лілі Меннінг                          |                                                              |
| 2001 | 58-ма  |                                                                             | • Сіла Ворд — «Знову і знову» за роль Лілі Меннінг           |
| 2001 | 58-ма  | • Іді Фалко — «Клан Сопрано» за роль Кармели Сопрано                        |                                                              |
| 2001 | 58-ма  | • Лоррейн Бракко — «Клан Сопрано» за роль Дженніфер Мелфі                   |                                                              |
| 2001 | 58-ма  | • Джессіка Альба — «Темний ангел» за роль Макс Гевара                       |                                                              |
| 2001 | 58-ма  | • Емі Бреннеман — «Справедлива Емі» за роль Емі Грей                        |                                                              |
| 2001 | 58-ма  | • Сара Мішель Геллар — «Баффі — переможниця вампірів» за роль Баффі Саммерс |                                                              |
| 2002 | 59-та  |                                                                             | • Дженіфер Гарнер — «Шпигунка» за роль Сідні Брістов         |
| 2002 | 59-та  | • Іді Фалко — «Клан Сопрано» за роль Кармели Сопрано                        |                                                              |
| 2002 | 59-та  | • Лоррейн Бракко — «Клан Сопрано» за роль Дженніфер Мелфі                   |                                                              |
| 2002 | 59-та  | • Сіла Ворд — «Знову і знову» за роль Лілі Меннінг                          |                                                              |
| 2002 | 59-та  | • Лорен Гелен Ґрем — «Дівчата Гілмор» за роль Лорелай Гілмор                |                                                              |
| 2002 | 59-та  | • Емі Бреннеман — «Справедлива Емі» за роль Емі Грей                        |                                                              |
| 2002 | 59-та  | • Марг Гелгенбергер — «CSI: Місце злочину» за роль Кетрін Вілловз           |                                                              |
| 2003 | 60-та  |                                                                             | • Іді Фалко — «Клан Сопрано» за роль Кармели Сопрано         |
| 2003 | 60-та  | • Дженіфер Гарнер — «Шпигунка» за роль Сідні Брістов                        |                                                              |
| 2003 | 60-та  | • Еллісон Дженні — «Західне крило» за роль Сі Джей Крегг                    |                                                              |
| 2003 | 60-та  | • Рейчел Гріффітс — «Клієнт завжди мертвий» за роль Бренди Ченовіт          |                                                              |
| 2003 | 60-та  | • Марг Гелгенбергер — «CSI: Місце злочину» за роль Кетрін Вілловз           |                                                              |
| 2004 | 61-ша  |                                                                             | • Френсіс Конрой — «Клієнт завжди мертвий» за роль Рут Фішер |
| 2004 | 61-ша  | • Дженіфер Гарнер — «Шпигунка» за роль Сідні Брістов                        |                                                              |
| 2004 | 61-ша  | • Ембер Темблін — «Джоан з Аркадії» за роль Джоан Джирарді                  |                                                              |
| 2004 | 61-ша  | • Еллісон Дженні — «Західне крило» за роль Сі Джей Крегг                    |                                                              |
| 2004 | 61-ша  | • Джоелі Річардсон — «Частини тіла» за роль Джулії МакНамара                |                                                              |
| 2005 | 62-га  |                                                                             | • Маріска Гаргітай — «Закон і порядок» за роль Олівії Бенсон |
| 2005 | 62-га  | • Іді Фалко — «Клан Сопрано» за роль Кармели Сопрано                        |                                                              |
| 2005 | 62-га  | • Дженіфер Гарнер — «Шпигунка» за роль Сідні Брістов                        |                                                              |
| 2005 | 62-га  | • Крістін Лахті — «Джек і Боббі» за роль Грейс МакКалістер                  |                                                              |
| 2005 | 62-га  | • Джоелі Річардсон — «Частини тіла» за роль Джулії МакНамара                |                                                              |
| 2006 | 63-тя  |                                                                             | • Джина Девіс — «Головнокомандуючий» за роль Маккензі Аллен  |
| 2006 | 63-тя  | • Поллі Вокер — «Рим» за роль Атії                                          |                                                              |
| 2006 | 63-тя  | • Гленн Клоуз — «Щит» за роль Моніки Роулінг                                |                                                              |
| 2006 | 63-тя  | • Кіра Седжвік — «Шукачка» за роль Бренди Лі Джонсон                        |                                                              |
| 2006 | 63-тя  | • Патриція Аркетт — «Медіум» за роль Аллісон ДюБуа                          |                                                              |
| 2007 | 64-та  |                                                                             | • Кіра Седжвік — «Шукачка» за роль Бренди Лі Джонсон         |
| 2007 | 64-та  | • Іді Фалко — «Клан Сопрано» за роль Кармели Сопрано                        |                                                              |
| 2007 | 64-та  | • Патриція Аркетт — «Медіум» за роль Аллісон ДюБуа                          |                                                              |
| 2007 | 64-та  | • Еванджелін Ліллі — «Загублені» за роль Кейт Остін                         |                                                              |
| 2007 | 64-та  | • Еллен Помпео — «Анатомія Грей» за роль Мередіт Грей                       |                                                              |
| 2008 | 65-та  |                                                                             | • Глен Клоуз — «Сутичка» за роль Петті Х'юз                  |
| 2008 | 65-та  | • Іді Фалко — «Клан Сопрано» за роль Кармели Сопрано                        |                                                              |
| 2008 | 65-та  | • Саллі Філд — «Брати і сестри» за роль Нори Вокер                          |                                                              |
| 2008 | 65-та  | • Голлі Гантер — «Врятувати Грейс» за роль Грейс Ханадарко                  |                                                              |
| 2008 | 65-та  | • Кіра Седжвік — «Шукачка» за роль Бренди Лі Джонсон                        |                                                              |
| 2008 | 65-та  | • Патриція Аркетт — «Медіум» за роль Аллісон ДюБуа                          |                                                              |
| 2008 | 65-та  | • Мінні Драйвер — «Багатство» за роль Делії Меллой                          |                                                              |
| 2009 | 66-та  |                                                                             | • Анна Паквін — «Реальна кров» за роль Сокі Стакхаус         |
| 2009 | 66-та  | • Дженьюарі Джонс — «Божевільні» за роль Бетті Дрейпер                      |                                                              |
| 2009 | 66-та  | • Саллі Філд — «Брати і сестри» за роль Нори Вокер                          |                                                              |
| 2009 | 66-та  | • Кіра Седжвік — «Шукачка» за роль Бренди Лі Джонсон                        |                                                              |
| 2009 | 66-та  | • Маріска Гарґітай — «Закон і порядок» за роль Олівії Бенсон                |                                                              |

## 2010—2019
| Рік  | Премія | Світлини переможниць                                                   | Переможниці та номінантки                                     |
| ---- | ------ | ---------------------------------------------------------------------- | ------------------------------------------------------------- |
| 2010 | 67-ма  |                                                                        | • Джуліанна Маргуліс — «Гарна дружина» за роль Алісії Флоррік |
| 2010 | 67-ма  | • Дженьюарі Джонс — «Божевільні» за роль Бетті Дрейпер                 |                                                               |
| 2010 | 67-ма  | • Гленн Клоуз — «Сутичка» за роль Петті Х'юз                           |                                                               |
| 2010 | 67-ма  | • Анна Паквін — «Реальна кров» за роль Сокі Стакхаус                   |                                                               |
| 2010 | 67-ма  | • Кіра Седжвік — «Шукачка» за роль Бренди Лі Джонсон                   |                                                               |
| 2011 | 68-ма  |                                                                        | • Кеті Сагал — «Сини анархії» за роль Джемми Теллер Морроу    |
| 2011 | 68-ма  | • Джуліанна Маргуліс — «Гарна дружина» за роль Алісії Флоррік          |                                                               |
| 2011 | 68-ма  | • Елізабет Мосс — «Божевільні» за роль Пеггі Олсон                     |                                                               |
| 2011 | 68-ма  | • Пайпер Перабо — «Таємні операції» за роль Еммі Волкер                |                                                               |
| 2011 | 68-ма  | • Кіра Седжвік — «Шукачка» за роль Бренди Лі Джонсон                   |                                                               |
| 2012 | 69-та  |                                                                        | • Клер Дейнс — «Батьківщина» за роль Керрі Метісон            |
| 2012 | 69-та  | • Мерей Іньйос — «Вбивство» за роль Сари Лінден                        |                                                               |
| 2012 | 69-та  | • Джуліанна Маргуліс — «Гарна дружина» за роль Алісії Флоррік          |                                                               |
| 2012 | 69-та  | • Медлін Стоу — «Помста» за роль Вікторії Грейсон                      |                                                               |
| 2012 | 69-та  | • Келлі Торн — «Обов'язкова жорстокість» за роль Деніл Сантіно         |                                                               |
| 2013 | 70-та  |                                                                        | • Клер Дейнс — «Батьківщина» за роль Керрі Метісон            |
| 2013 | 70-та  | • Конні Бріттон — «Нешвілл» за роль Рейни Джеймс                       |                                                               |
| 2013 | 70-та  | • Гленн Клоуз — «Сутичка» за роль Петті Х'юз                           |                                                               |
| 2013 | 70-та  | • Мішель Докері — «Абатство Даунтон» за роль Мері Кроулі               |                                                               |
| 2013 | 70-та  | • Джуліанна Маргуліс — «Гарна дружина» за роль Алісії Флоррік          |                                                               |
| 2014 | 71-ша  |                                                                        | • Робін Райт — «Картковий будинок» за роль Клер Андервуд      |
| 2014 | 71-ша  | • Джуліанна Маргуліс — «Гарна дружина» за роль Алісії Флоррік          |                                                               |
| 2014 | 71-ша  | • Тетяна Маслані — «Чорна сирітка» за роль Сари Меннінг                |                                                               |
| 2014 | 71-ша  | • Тейлор Шиллінг — «Помаранчевий — хіт сезону» за роль Пайпер Чепмен   |                                                               |
| 2014 | 71-ша  | • Керрі Вашингтон — «Скандал» за роль Олівії Поуп                      |                                                               |
| 2015 | 72-га  |                                                                        | • Рут Вілсон — «Роман» за роль Елісон Бейлі                   |
| 2015 | 72-га  | • Клер Дейнс — «Батьківщина» за роль Керрі Метісон                     |                                                               |
| 2015 | 72-га  | • Віола Девіс — «Як уникнути покарання за вбивство» за роль Енн Кітінг |                                                               |
| 2015 | 72-га  | • Джуліанна Маргуліс — «Гарна дружина» за роль Алісії Флоррік          |                                                               |
| 2015 | 72-га  | • Робін Райт — «Картковий будинок» за роль Клер Андервуд               |                                                               |
| 2016 | 73-тя  |                                                                        | • Тараджі Генсон — «Імперія» за роль Кукі Лаїн                |
| 2016 | 73-тя  | • Катріна Балф — «Чужоземка» за роль Клер Фрейзер                      |                                                               |
| 2016 | 73-тя  | • Віола Девіс — «Як уникнути покарання за вбивство» за роль Енн Кітінг |                                                               |
| 2016 | 73-тя  | • Ева Грін — «Бульварні жахіття» за роль Ванесси Айвс                  |                                                               |
| 2016 | 73-тя  | • Робін Райт — «Картковий будинок» за роль Клер Андервуд               |                                                               |
| 2017 | 74-та  |                                                                        | • Клер Фой — «Корона» за роль королеви Єлизавети II           |
| 2017 | 74-та  | • Катріна Балф — «Чужоземка» за роль Клер Фрейзер                      |                                                               |
| 2017 | 74-та  | • Кері Расселл — «Американці» за роль Елізабет Дженнінгз               |                                                               |
| 2017 | 74-та  | • Вайнона Райдер — «Дивні дива» за роль Джойс Байєрс                   |                                                               |
| 2017 | 74-та  | • Еван Рейчел Вуд — «Західний світ» за роль Долорес Абернаті           |                                                               |
| 2018 | 75-та  |                                                                        | • Елізабет Мосс — «Оповідь служниці» за роль Джун Озборн      |
| 2018 | 75-та  | • Катріна Балф — «Чужоземка» за роль Клер Фрейзер                      |                                                               |
| 2018 | 75-та  | • Клер Фой — «Корона» за роль королеви Єлизавети II                    |                                                               |
| 2018 | 75-та  | • Меггі Джилленгол — «Двійка» за роль Елін Мерелл                      |                                                               |
| 2018 | 75-та  | • Кетрін Ленґфорд — «Тринадцять причин чому» за роль Ханни Бейкер      |                                                               |
| 2019 | 76-та  |                                                                        | • Сандра О — «Вбиваючи Єву» за роль Єви Поластрі              |
| 2019 | 76-та  | • Катріна Балф — «Чужоземка» за роль Клер Фрейзер                      |                                                               |
| 2019 | 76-та  | • Елізабет Мосс — «Оповідь служниці» за роль Джун Озборн               |                                                               |
| 2019 | 76-та  | • Джулія Робертс — «Повернення додому» за роль Гейді Бергман           |                                                               |
| 2019 | 76-та  | • Кері Расселл — «Американці» за роль Елізабет Дженнінгз               |                                                               |

## 2020—2029
| Рік  | Премія | Світлини переможниць                                             | Переможниці та номінантки                                  |
| ---- | ------ | ---------------------------------------------------------------- | ---------------------------------------------------------- |
| 2020 | 77-ма  |                                                                  | • Олівія Колман — «Корона» за роль королеви Єлизавети II   |
| 2020 | 77-ма  | • Дженніфер Еністон — «Ранкове шоу» за роль Алекс Леві           |                                                            |
| 2020 | 77-ма  | • Різ Візерспун — «Ранкове шоу» за роль Бредлі Джексон           |                                                            |
| 2020 | 77-ма  | • Джоді Комер — «Вбиваючи Єву» за роль Віланель                  |                                                            |
| 2020 | 77-ма  | • Ніколь Кідман — «Велика маленька брехня» за роль Селести Райт  |                                                            |
| 2021 | 78-ма  |                                                                  | • Емма Коррін — «Корона» за роль Діани, принцеси Уельської |
| 2021 | 78-ма  | • Олівія Колман — «Корона» за роль королеви Єлизавети II         |                                                            |
| 2021 | 78-ма  | • Лора Лінні — «Озарк» за роль Венді Берд                        |                                                            |
| 2021 | 78-ма  | • Джоді Комер — «Вбиваючи Єву» за роль Віланель                  |                                                            |
| 2021 | 78-ма  | • Сара Полсон — «Сестра Ретчед» за роль медсестри Ретчед         |                                                            |
| 2022 | 79-та  |                                                                  | • Емджей Родрігес — «Поза» за роль Бланки Родрігес         |
| 2022 | 79-та  | • Узо Адуба — «In Treatment» за роль Брук Тейлор                 |                                                            |
| 2022 | 79-та  | • Дженніфер Еністон — «Ранкове шоу» за роль Алекс Леві           |                                                            |
| 2022 | 79-та  | • Крістін Баранскі — «Хороша боротьба» за роль Діани Локгарт     |                                                            |
| 2022 | 79-та  | • Елізабет Мосс — «Оповідь служниці» за роль Джун Осборн / Офред |                                                            |
| 2023 | 80-та  |                                                                  | • Зендея — «Ейфорія» за роль Ру Беннет                     |
| 2023 | 80-та  | • Емма Д'арсі — «Дім дракона» за роль Рейніри Таргарієн          |                                                            |
| 2023 | 80-та  | • Лора Лінні — «Озарк» за роль Венді Бьорд                       |                                                            |
| 2023 | 80-та  | • Імелда Стонтон — «Корона» за роль Єлизавети II                 |                                                            |
| 2023 | 80-та  | • Гіларі Свенк — «Alaska Daily» за роль Ейлін Фіцджеральд        |                                                            |
| 2024 | 81-ша  |                                                                  | • Сара Снук — «Спадкоємці» за роль Шивони Рой              |
| 2024 | 81-ша  | • Белла Рамзі — «Останні з нас» за роль Еллі                     |                                                            |
| 2024 | 81-ша  | • Гелен Міррен — «1923» за роль Карм Даттон                      |                                                            |
| 2024 | 81-ша  | • Кері Рассел — «Дипломатка» за роль Кейт Вайлер                 |                                                            |
| 2024 | 81-ша  | • Емма Стоун — «Прокляття» за роль Вітні Сіґел                   |                                                            |
| 2024 | 81-ша  | • Імелда Стонтон — «Корона» за роль Єлизавети II                 |                                                            |
| 2025 | 82-га  |                                                                  | • Анна Савай — «Сьоґун» за роль Тоди Маріко                |
| 2025 | 82-га  | • Кеті Бейтс — «Метлок» за роль Медлін Метлок                    |                                                            |
| 2025 | 82-га  | • Емма Д'Арсі — «Дім дракона» за роль Рейніри Таргарієн          |                                                            |
| 2025 | 82-га  | • Майя Ерскін — «Містер і місіс Сміт» за роль Джейн Сміт         |                                                            |
| 2025 | 82-га  | • Кіра Найтлі — «Чорні голуби» за роль Хелен Вебб                |                                                            |
| 2025 | 82-га  | • Кері Рассел — «Дипломатка» за роль Кейт Вайлер                 |                                                            |